# Кэри, Мэрайя
Мэра́йя Кэ́ри (англ. Mariah Carey; род. 27 марта 1969, Хантингтон, Нью-Йорк, США) — американская певица, автор песен, музыкальный продюсер, актриса и филантроп.
В 1990 году под руководством исполнительного директора лейбла Columbia Records выпустила дебютный альбом Mariah Carey, который девять раз получил платиновый статус и включал в себя четыре хит-сингла, занявших первое место в американском чарте Billboard Hot 100. После замужества с Томми Моттолой в 1993 году и успеха альбомов Emotions (1991), Music Box (1993) и Merry Christmas (1994) Мэрайя Кэри была названа самым коммерчески успешным музыкантом за всю историю лейбла Columbia. Дуэт с группой Boyz II Men для второго сингла «One Sweet Day», выпущенного с альбома Daydream (1995), вошёл в историю музыки: их совместная песня занимала рекордное количество недель на первом месте в чарте Billboard Hot 100. В период записи альбома Мэрайя Кэри начала отходить от привычных ей R&B- и поп-жанров, медленно поворачиваясь в сторону хип-хопа. Эти изменения наглядно отражены в альбоме Butterfly (1997), при этом певица уже была разведена с Мотоллой.
Кэри покинула лейбл Columbia в 2000 году и заключила 100-миллионный контракт с Virgin Records. Незадолго до выпуска первого фильма «Блеск» (2001), Мэрайя Кэри находилась в состоянии эмоционального и физического истощения и была госпитализирована по причине сильного переутомления. После провала фильма и альбома лейбл Virgin Records выкупил ранее подписанный контракт на 5 студийных альбомов, выплатив 50 миллионов отступных. После неудачного периода Мэрайя подписала мультимиллионный контракт с Island Records и вернулась на вершины мировых чартов с альбомом The Emancipation of Mimi (2005). Второй сингл «We Belong Together» стал самым успешным синглом 2000-х, и позже был назван журналом Billboard «Песней десятилетия». Мэрайя Кэри приняла участие в съёмках фильма «Сокровище» (2009), в качестве актрисы второго плана, за которую получила премию «Прорыв года» на Международном кинофестивале в Палм-Спрингс, и номинации «Лучшая актриса второго плана» и «Открытие актрисы второго плана в кинофильме» на церемониях Black Reel и NAACP Image Award.
Кэри является одной из самых продаваемых певиц в истории музыки — её диски были проданы общим тиражом более 200 млн копий. В 1998 году она была названа самым продаваемым исполнителем десятилетия, а в 2000 — самой коммерчески успешной певицей тысячелетия на церемонии World Music Awards. Согласно данным Американской ассоциации звукозаписывающих компаний, она является третьей по коммерческому успеху певицей, чьи альбомы в США были проданы тиражом 63 млн копий. В 2008 году песня «Touch My Body» возглавила чарт Billboard Hot 100, что сделало Кэри единственным артистом в истории музыки, чьи песни 18 раз занимали первое место этого чарта. Также она является обладательницей пяти премий «Грэмми». В августе 2015 года певица удостоилась именной звезды на «Аллее Славы» в Голливуде.
В декабре 2019 года песня «All I Want for Christmas Is You» возглавила чарт Billboard Hot 100 спустя 25 лет после дебюта в 1994 году и стала её 19-м чарттоппером американского хит-парада (по этому показателю Кэри уступает только легендарной британской группе The Beatles, которые лидировали в США 20 раз).

## Детство
Мэрайя Кэри родилась 27 марта 1969 года в Хантингтоне, Лонг-Айленд, в штате Нью-Йорк, США. Она третий и младший ребёнок Патрисии Хики (англ. Patricia Hickey; 1937—2024), бывшей оперной певицы ирландского происхождения, и Альфреда Роя Кэри (англ. Alfred Roy Carey), аэронавигационного инженера африканского и венесуэльского происхождения. Родители Мэрайи развелись, когда ей было три года. В то время, пока они жили в Хантингтоне, соседи-расисты предположительно отравили собаку и подожгли автомобиль её семьи. После развода родителей девочка мало виделась со своим отцом, а её мать работала на нескольких работах, чтобы содержать семью. Мэрайя проводила большую часть своего времени дома в одиночестве и стала постепенно заниматься музыкой. Она начала петь в возрасте трёх лет, после того как повторила фрагмент оперы Верди — «Риголетто» на итальянском языке, которую разучивала мать Мэрайи. Позже Патрисия стала давать уроки пения своей младшей дочери.
Мэрайя окончила среднюю школу Харборфилдс в городке Гринлаун, штат Нью-Йорк. Она часто отсутствовала на занятиях из-за работы над демонстрационной записью в местной звукозаписывающей студии; поэтому её одноклассники дали ей прозвище «Мираж». Её работа в Лонг-Айленде дала возможность сотрудничать с такими музыкантами, как Гевин Кристофер (англ. Gavin Christopher) и Бен Маргулис (англ. Ben Margulies), в соавторстве с которым она написала материал для своей демо-кассеты. После переезда в Нью-Йорк Мэрайя работала неполные рабочие дни только для того, чтобы оплатить арендную плату за жилье и закончить 500-часовые курсы в школе красоты. В итоге она стала бэк-вокалисткой у пуэрто-риканской певицы Бренды К. Старр (англ. Brenda K. Starr).
В 1988 году на вечеринке Мэрайя встретила Томми Моттолу, который в то время был руководителем звукозаписывающей компании Columbia Records. Он получил демозапись Кэри от Бренды К. Старр. Моттола прослушал кассету, когда уезжал с вечеринки, и был впечатлён исполнением, после чего он решил вернуться, чтобы найти Мэрайю, но она к тому времени уже ушла. Однако Моттола разыскал начинающую певицу и подписал с ней контракт.

## Карьера

### 1990—1994:Mariah Carey,Emotions,Music Box,Merry Christmas

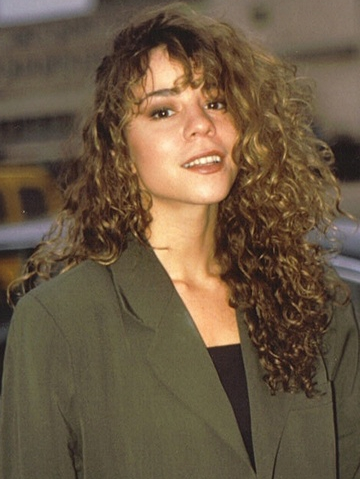
В 1990 году

Синглы «Vision of Love», «Love Takes Time», «Someday» и «I Don’t Wanna Cry» с её дебютного альбома Mariah Carey возглавили американские чарты и сделали её звездой. В 1991 году Кэри получила свою первую премию «Грэмми» как «Лучший начинающий исполнитель» и «Лучшая поп-вокалистка».
17 сентября 1991 года Мэрайя выпускает свой второй альбом Emotions. Он отличался большим жанровым разнообразием, испытывая влияние таких жанров, как госпел, современный ритм-н-блюз, соул, а также баллад 1950—1970-х годов. Альбом получил смешанные отзывы критиков.
В июне 1993 года она вышла замуж за Моттолу. В том же году она выпустила альбом Music Box. Этот альбом включил в себя такие песни, как «Without You», «Anytime You Need A Friend» и «Hero», и остался её самым продаваемым альбомом по сей день. Первый сингл «Dreamlover» продержался на первой строчке американских чартов 9 недель. Следующая песня «Hero» тоже возглавила чарты и стала одной из её самых узнаваемых песен.
Зимой 1994 года Кэри выпустила альбом рождественских песен Merry Christmas.

### 1995—2000:Daydream,ButterflyиRainbow
3 октября 1995 года вышел пятый студийный альбом Кэри — Daydream. Daydream символизирует переход Кэри к более зрелому звучанию и жанровому многообразию: певица использует стилистические элементы хип-хоп музыки. Это был последний альбом до развода с Моттолой.
Выходу альбома предшествовал сингл «Fantasy», ставший её девятым хитом первой величины в Соединённых Штатах. «Fantasy» стала первым синглом среди исполнительниц, которому удалось дебютировать на первой позиции в чарте Billboard Hot 100. Песня «One Sweet Day», записанная совместно с американской ритм-н-блюз группой Boyz II Men, отметилась похожим достижением: сингл дебютировал на вершине рейтинга Billboard Hot 100 и удерживал первую строчку чарта в течение рекордных 16 недель. В 1999 году издание Billboard поместило «One Sweet Day» на первое место в рейтинге главных хитов 1990-х годов, назвав композицию «Песней десятилетия». В свою очередь, третий сингл с альбома, «Always Be My Baby», продолжил тенденцию Кэри к высоким дебютам и коммерчески успешным синглам. Песня заняла вторую строчку в Billboard Hot 100 сразу на первой неделе, что является своеобразным достижением, и, в конечном счёте, стала одиннадцатой песней певицы, которая возглавила американский чарт.
В 1996 году на 38-й ежегодной церемонии «Грэмми» Daydream получил шесть номинаций, но не выиграл ни в одной категории.

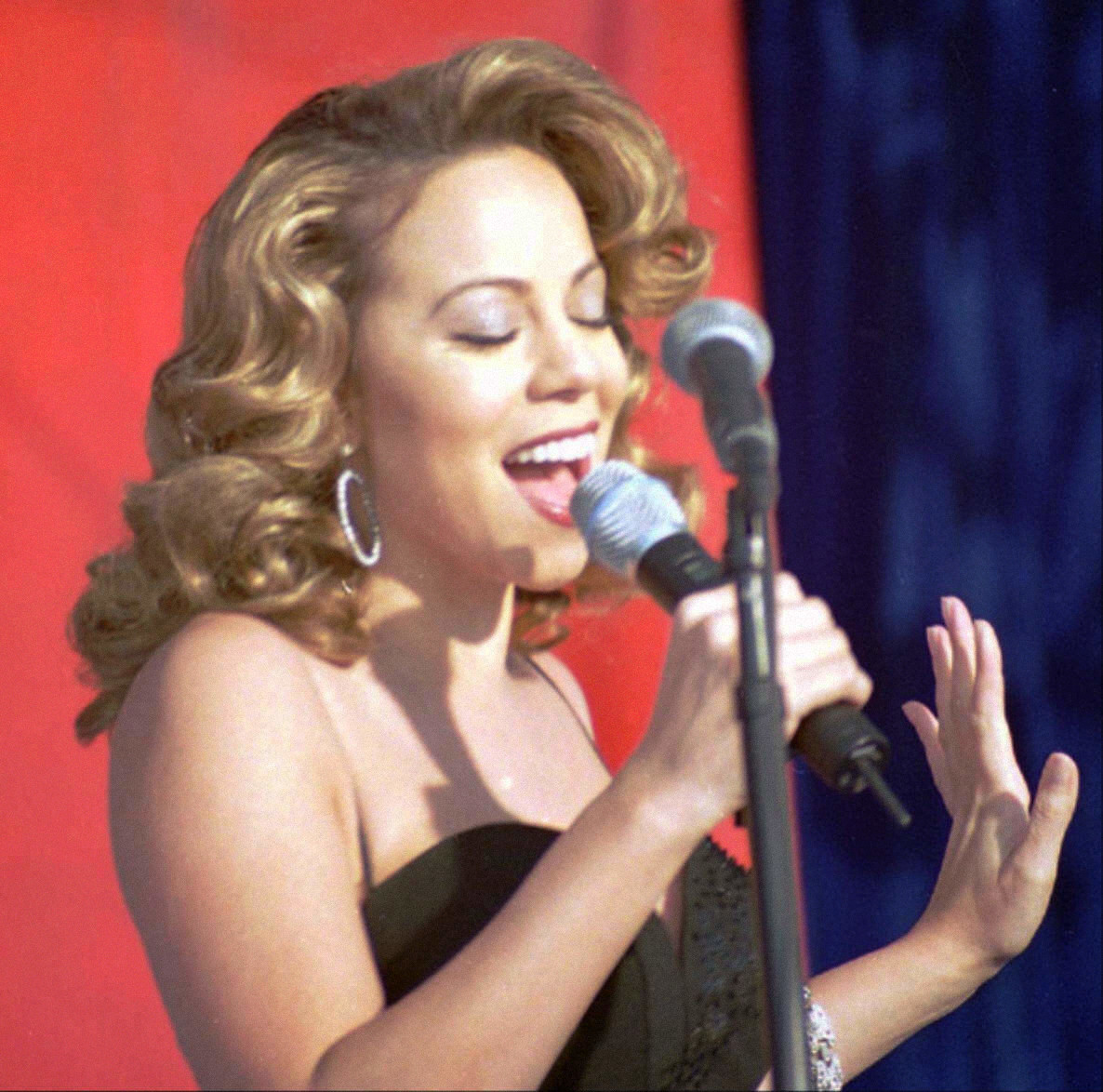
Съёмки клипа «I Still Believe», декабрь 1998 года

С последующими альбомами Кэри стала полноценно контролировать своё музыкальное звучание, включая новые жанры в свои работы. В середине 1997 года Кэри начала записывать материал для её следующего альбома Butterfly. Альбом вышел в сентябре 1997 года и получил положительные отзывы критики. Для записи альбома она обратилась к помощи звёзд современного хип-хопа, в том числе к Puff Daddy и Мисси Эллиот. Альбом попал на первую строчку в американских чартах, но его успех был скромнее, чем у предыдущих дисков. Сингл «Honey» держался на вершине списка три недели, а «My All» — неделю.
Тем не менее, Кэри не вернулась к своему прежнему стилю. Для следующего альбома #1s (сборник её 14 синглов, занявших первое место в американских чартах) она записала треки с Джермейном Дюпри, Уитни Хьюстон и Брайаном Макнайтом.
В 1999 году после прохождения актёрских курсов Кэри снимается в фильме «The Bachelor» (Холостяк) с Рене Зеллвегер и Крисом О’Доннеллом. В том же году она выпустила следующий студийный альбом Rainbow. Первый сингл «Heartbreaker» занял первое место в американских чартах. Песня сопровождалась видеоклипом, на съёмки которого было потрачено несколько миллионов долларов. Несмотря на успех первого сингла, сам альбом разочаровал поклонников и был разгромлен критиками, многие из которых утверждали, что Кэри поспешила выпустить новый альбом для того, чтобы выполнить условия контракта как можно быстрее, так как отношения между певицей и Моттола испортились после их развода.

### 2001—2004:Glitter,Charmbracelet, личные и профессиональные проблемы
В декабре 1999 года Кэри получила награду «Артист десятилетия» на церемонии издания Billboard, а в июле 2000 года исполнительница была награждена специальной наградой «Самая продаваемая исполнительница тысячелетия» на премии World Music Awards. Конфликт личных и профессиональных интересов с руководством лейбла Columbia Records побудил Мэрайю покинуть звукозаписывающую компанию. По некоторой информации, певица собиралась разорвать свои профессиональные отношения с Columbia ещё в 1997 году, когда бракоразводный процесс с Томми Моттолой подошёл к завершению.
Весной 2001 года Los Angeles Times сообщил, что несколько звукозаписывающих компаний заинтересованы в сотрудничестве с Мэрайей Кэри. В конечном счете многие руководители лейблов отказались вступать в торговую войну, поскольку считали, что не смогут предоставить достаточную сумму для заключения контракта с певицей. Однако финансовые условия не помешали звукозаписывающей компании Virgin Records заключить беспрецедентный контракт с Кэри на сумму 80 миллионов долларов в 2001 году. Сумма контракта оставалась рекордной в истории музыкальной индустрии вплоть до лета 2001 года, когда американская певица Уитни Хьюстон заключила соглашение с Sony BMG на 100 миллионов долларов.
Исполнительница получила полный концептуальный и творческий контроль над своими проектами. Она решила записать альбом-саундтрек, вдохновленный танцевальной музыкой 80-х годов и диско-музыки. Несколько месяцев спустя, в июле 2001 года Кэри начала страдать от физического и эмоционального истощения. Она оставляла сообщения на своем официальном сайте с жалобами на переутомление и разрыв отношений с латинским исполнителем Луисом Мигелем.
25 июля 2001 года Мэрайя Кэри была госпитализирована по причине нервного и эмоционального срыва. Певице пришлось отменить свои выступления, в частности рекламную кампанию проекта «Блеск» и появление на концерте MTV, посвященного двадцатилетию телеканала.

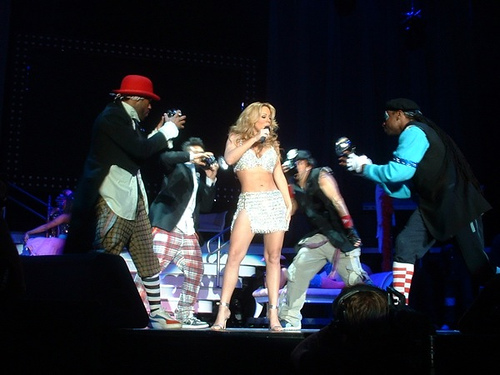
Кэри во время Charmbracelet World Tour

В 2001 году Кэри выпустила сингл Loverboy со своего нового альбома и саундтрека «Glitter». Альбом был разгромлен критиками и оказался первым провалом в карьере Кэри. Через несколько дней после выпуска альбома Кэри госпитализировали по неизвестным причинам.
В течение последующего года работы совместно с Virgin популярность певицы пришла в упадок из-за провала её дебютного фильма и саундтрека. Физический и эмоциональный срыв певицы на этой почве получил массовую огласку.
В начале 2002 года соглашение между Кэри и Virgin Records было скандально расторгнуто. Несмотря на то, что официальных причин для окончания сотрудничества названо не было, многие обозреватели полагали, что на это повлияли низкий уровень продаж альбома Glitter и международный кассовый провал одноимённого фильма.
В 2002 году Кэри подписала новый контракт с компанией Island Records.

### 2005—2007: Возвращение славы сThe Emancipation of Mimi

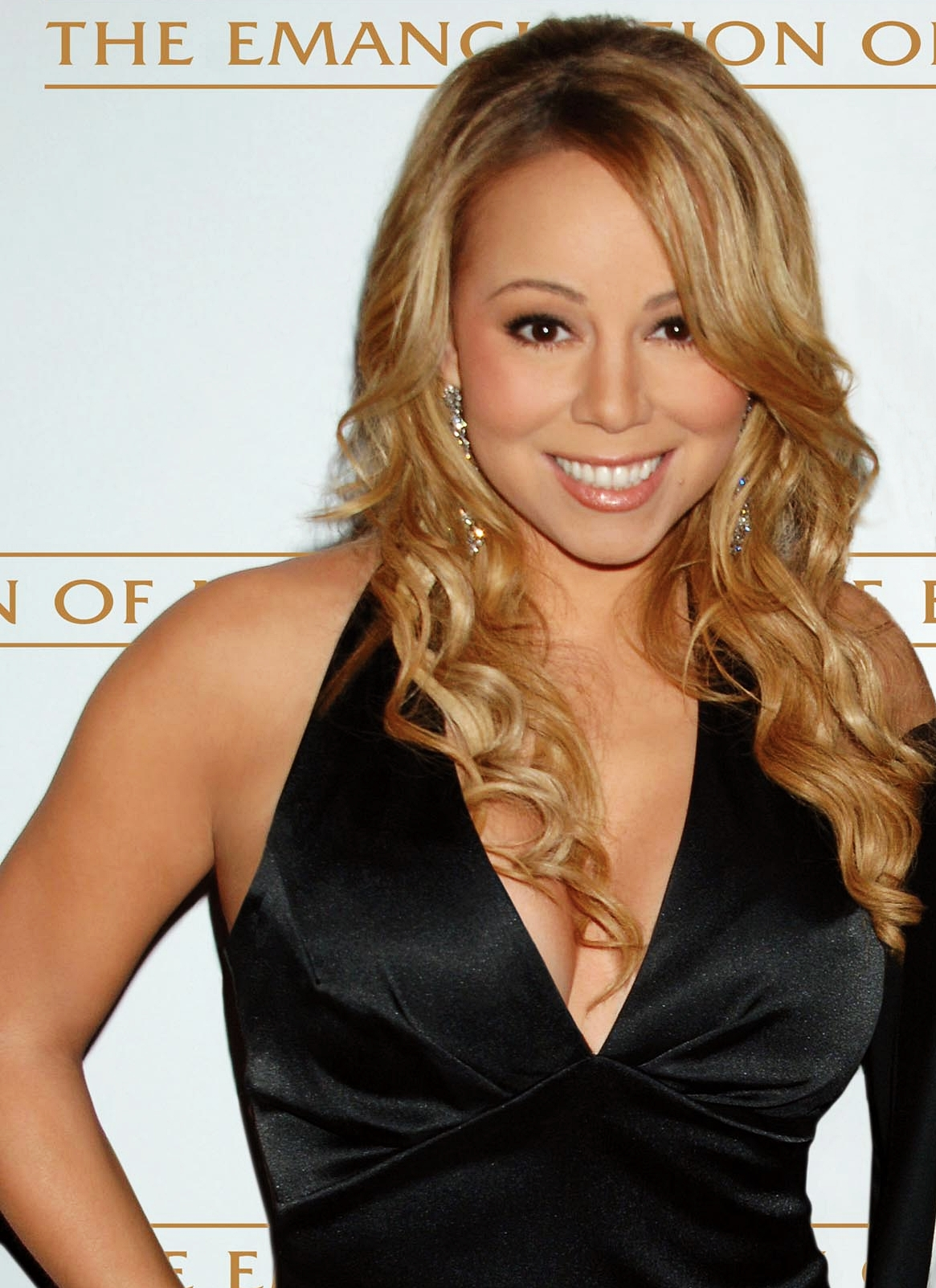
В 2005 году

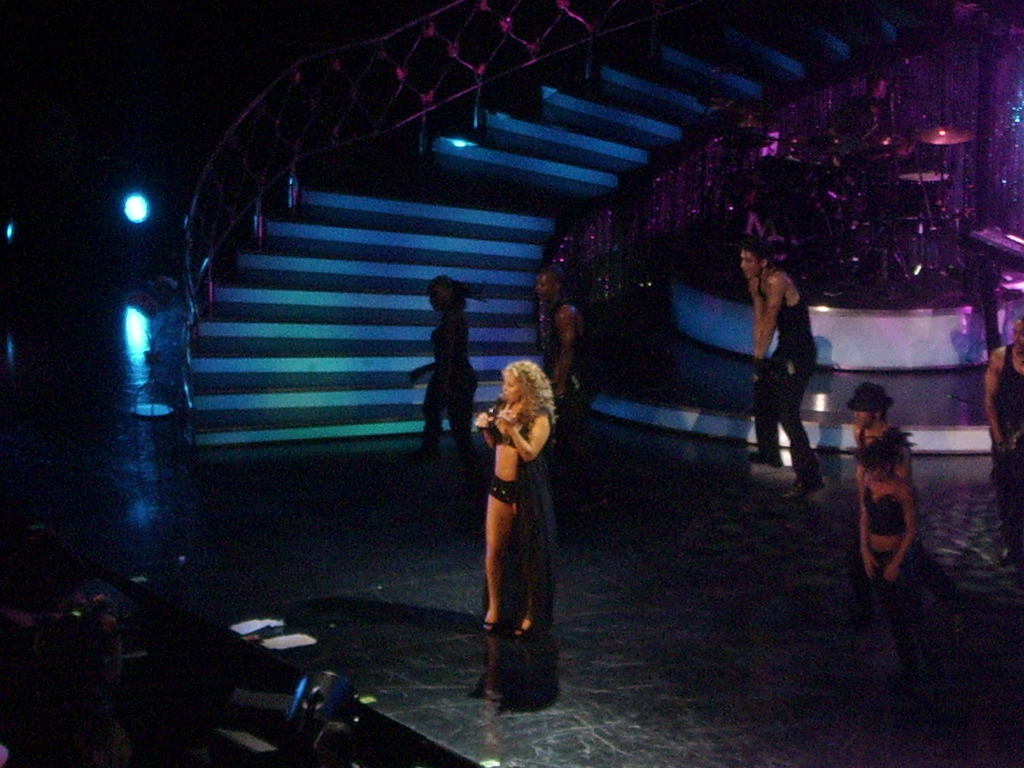
Мэрайя выступает на своём концерте Adventures of Mimi Tour в штате Флорида 7 августа 2006 года.

Десятый студийный альбом Мэрайи Кэри The Emancipation of Mimi (2005) был записан с участием таких продюсеров, как: The Neptunes, Канье Уэст и Джермейн Дюпри. Мэрайя говорила об альбоме: «он очень похож на запись для вечеринки […] с момента нанесения макияжа и подготовки к выходу в свет […] Я хотела создать альбом, который бы вполне отражал эти чувства». The Emancipation of Mimi стал самым продаваемым альбомом 2005 года в Соединённых Штатах Америки. Музыкальный критик из великобританской газеты The Guardian сказал: «прохладная, сфокусированная и урбанистическая [… некоторая часть альбома]; первые песни Мэрайи за последние годы, за которые мне не надо платить, чтобы я послушал их снова», в то время как Элиса Гарднер написала в USA Today: «Свежие, игривые треки как „Say Somethin'“ (при участии Snoop Dogg) и „Get Your Number“ (с Джермейном Дюпри) доказывают, что певица не потеряла страсть к хип-хопу. Но баллады и песни среднего темпа отражают обновлённую уверенность певчей птицы, которая продолжает лететь несмотря на выстрелы.» С другой стороны, критики из журналов Slant и AllMusic написали: «Как только Вы начинаете слышать неуклюжесть в её голосе (без сомнения, до такой степени „завлекательную“), то тут же врывается дополнительный хук или песня затихает. Фирменные высокие ноты Мэрайи, которые использовались ранее как структурные, мелодичные и текстурные составляющие песни, теперь кажутся случайными, существуя с единственной целью — убедить слушателя в том, что Голос всё ещё жив. Ещё больше о нотах нижнего регистра (помните те, не вписывающиеся ни в какие рамки, первые 60 секунд песни 1991 года „You’re So Cold“?) — теперь можно услышать только средний уровень её диапазона. Но всё же альбом пользуется хорошим спросом и достаточно популярен, несмотря на гложущее чувство, что Мэрайя повредила свой голос, и он не подлежит восстановлению». «Голос Мэрайи звучит так же пусто, слабо и разрушено, как и в альбома Charmbracelet. Её голос не походит сам на себя в этом альбоме. Когда она не звучит подобно Бейонсе, её голос кажется отчаянным в попытке вернуться к своей прежней эпохе. Но если проигнорировать эти две большие проблемы, то The Emancipation of Mimi производит желаемый эффект, по крайней мере, как отличная, чрезвычайно сильная авторская работа в жанре данс-поп».
The Emancipation of Mimi выиграл в номинации Лучший альбом в жанре современного ритм-н-блюза, а сингл «We Belong Together» получил награды Лучшее женское R&B выступление (вокал) и Лучшая R&B песня на 48-й церемонии «Грэмми». На протяжении 14 недель песня «We Belong Together» возглавляла чарт Hot 100, что стало рекордом в её карьере в качестве сольной певицы. Впоследствии, песня «Shake It Off» поднялась до второго места, и Мэрайя Кэри стала первой сольной певицей, которой удалось занять первые две строчки чарта Hot 100 (в то время как в 2002 году певица Ашанти занимала первые два места, но в качестве приглашённой исполнительницы с синглом на втором). 2005 год стал удачным для Мэрайи — её сингл «We Belong Together» занял первое место в итоговом годовом чарте Hot 100, а The Emancipation of Mimi стал альбомом-бестселлером 2005 года, согласно системе учёта продаж Nielsen SoundScan.
В середине 2006 года Мэрайя Кэри начала свой концертный тур The Adventures of Mimi Tour, который был самым успешным за всю её карьеру, хотя несколько выступлений были отменены. В 2007 году она появилась на обложке мартовского издания журнала Playboy в фотосессии без обнажения. В это же время Мэрайя подала жалобу на порноактрису Мэри Кэри относительно схожести её псевдонима с именем певицы.
В 2006 году Мэрайя приняла участие в съёмках некоммерческого фильма Теннесси (2008) в роли целеустремлённой певицы, которая уходит от мужа и присоединяется к двум путешествующим братьям в поисках отца. Фильм получил смешанные обзоры, но некоторые, в частности Рейтер, похвалили игру певицы, написав: «недооценённая и очень эффектная».

### 2007—2009:E=MC², второе замужество иMemoirs of an Imperfect Angel
Весной 2007 года певица начала работу над своим одиннадцатым студийным альбомом E=MC². На вопрос, почему было выбрано такое название для альбома, певица пояснила: «Теория Эйнштейна? Физика? Я? Здравствуйте! Конечно же, я пошутила». Она охарактеризовала свой новый проект как «Emancipation of Mimi в квадрате» и говорила, что чувствовала себя «более свободной», как ни в одном из предыдущих альбомов. Как и её прошлая студийная работа, этот альбом, главным образом, можно отнести к жанрам поп-музыки и современного ритм-н-блюза, но с включением хип хопа, госпела и даже регги (например, песня «Cruise Control»). Хотя E=MC² был тепло встречен музыкальными критиками, некоторые из них раскритиковали его за то, что он был «Клоном The Emancipation of Mimi». Критик журнала Bleu Magazine сказал: «Копия предыдущего альбома не так ужасна, она всего лишь скучноватая и легко забудется со временем». 2 апреля, за две недели до выхода E=MC², основной сингл «Touch My Body» стал восемнадцатым хитом первой величины в чарте Hot 100 за всю творческую карьеру певицы, сместив Элвиса Пресли на второе место по количеству хитов среди всех артистов, согласно американскому журналу Billboard. На сегодняшний день, Мэрайя Кэри вторая после британской рок-группы The Beatles, которые имеют двадцать синглов, возглавивших Billboard Hot 100. Альбом E=MC² дебютировал на первом месте в чарте Billboard 200 с общими продажами в 463 000 копий, что стало самым высоким результатом за одну неделю в карьере певицы.

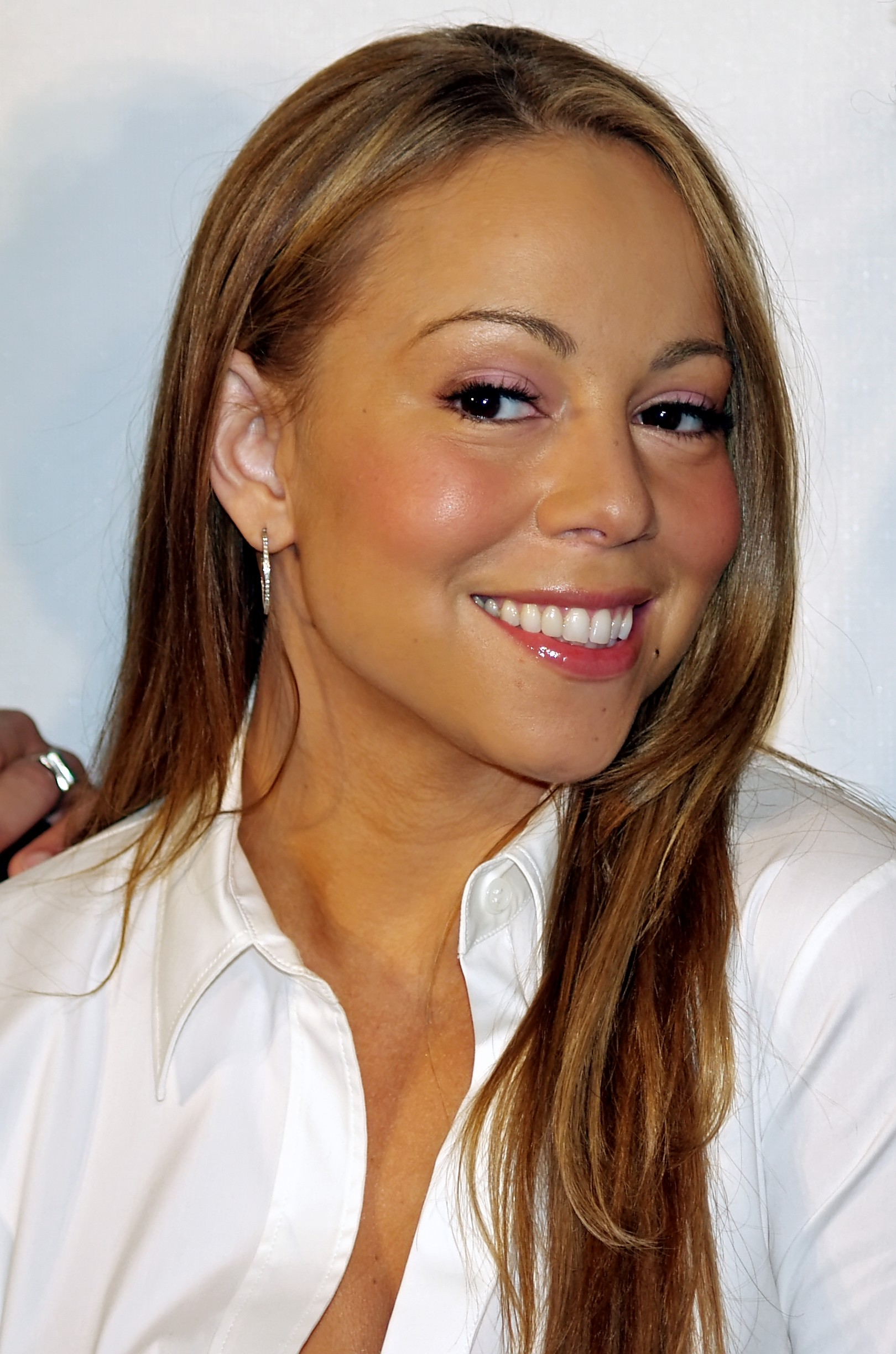
На премьере фильма «Теннесси», апрель 2008 года

В 2008 году журнал Billboard присудил Мэрайе Кэри шестое место в списке «Горячая сотня артистов всех времён», сделав певицу второй самой успешной исполнительницей в истории чарта Billboard Hot 100. Мэрайя Кэри также имела успех в международных чартах, но не в такой степени, как в Соединённых Штатах. К настоящему времени она имеет два хит-сингла в Великобритании, два в Австралии и шесть синглов первой величины в Канаде. В Японии её самый успешный сингл занимает второе место в чарте страны. Мэрайя и актёр/комик/рэпер Ник Кэннон встретились во время съёмок музыкального видеоклипа для её второго сингла «Bye Bye» на частном острове Антигуа. 30 апреля 2008 года они поженились на багамском острове Windermere Island, где Мэрайя имеет свои личные владения. В октябре 2008 года певица была введена в зал славы Long Island Music Hall of Fame. Мэрайя приняла участие в съёмках фильма Адама Сэндлера Не шутите с Зоханом, сыграв саму себя.
Мэрайя Кэри спела песню «Hero» на инаугурации Барака Обамы, который был приведён к присяге 20 января 2009 года, как первый афроамериканский президент. 7 июля 2009 года Мэрайя совместно с Треем Лоренсом спели её версию хита группы Jackson 5 — «I’ll Be There» на поминальной службе по Майклу Джексону в Стэйплс-центре, Лос-Анджелес. Певица выступила в качестве приглашённого артиста в песне «My Love», которая вышла вторым синглом с альбома Love vs. Money американского автора-исполнителя The-Dream. В 2009 году Мэрайя сыграла роль социального работника в фильме Сокровище, по роману писательницы Sapphire Push. Фильм получил множество положительных отзывов от кинокритиков, в частности за игру Мэрайи Кэри, которую журнал Variety назвал «абсолютно-совершенной» . Фильм Сокровище выиграл главные награды на кинофестивале Сандэнс и на международном кинофестивале в Торонто. В январе 2010 года Мэрайя получила премию на Международном кинофестивале в Палм-Спрингс за фильм Сокровище в номинации «Прорыв года».

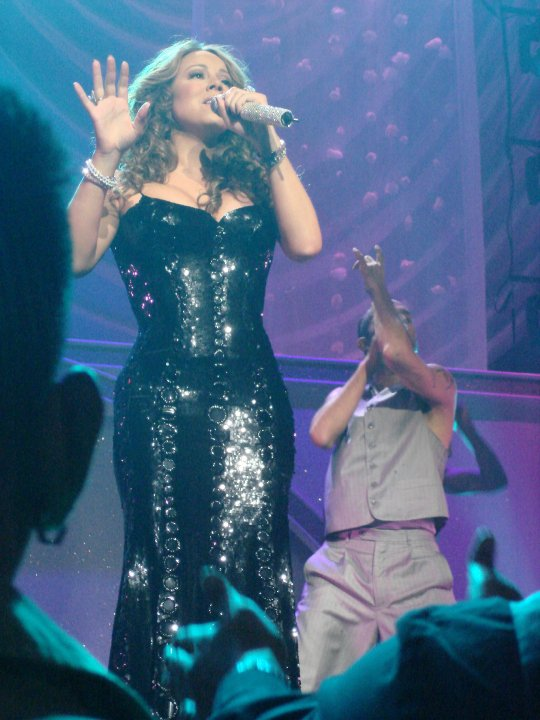
Мэрайя Кэри поёт в Лас-Вегасе в 2009 году

Двенадцатый студийный альбом Memoirs of an Imperfect Angel был выпущен 25 сентября 2009 года. В основном, альбом получил положительные отзывы от музыкальных критиков. Стивен Томас Эрлевайн из Allmusic назвал лонгплей «её самым интересным альбомом за десятилетие», в то время как Джон Карамэника из The New York Times раскритиковал вокал певицы, порицая её злоупотребление субтоном, невзирая на более сильный низкий и средний регистры голоса. Альбом появился в чарте Billboard 200 на третьем месте и стал самым неудачным коммерческим студийным альбомом за всю карьеру певицы. Основной сингл альбома «Obsessed» стал 40-м треком Мэрайи, вошедшим в главный чарт Billboard Hot 100, и является лучшим дебютом в данном чарте со времён «My All» 1998 года. Песня вошла в чарт на одиннадцатом месте и достигла своего пика на седьмом, став 27-м хитом певицы в лучшей десятке синглов США, что приравняло её результат с Элтоном Джоном и Джанет Джексон, которые занимают пятое место среди обладателей наибольшего числа синглов в горячей десятке. Спустя несколько часов после ротации песни на радиостанциях страны, многие стали предполагать, что эта песня является ответом на трек Эминема «Bagpipes from Baghdad», в котором он насмехается над мужем певицы Ником Кэнноном, предлагая ему отступить от Мэрайи, потому что она принадлежит Эминему. Согласно MTV, певица в песне «Obsessed» ссылалась на проблемы рэпера с наркотиками, в которых Эминем признался в своём шестом студийном альбоме Relapse. Последующим синглам с Memoirs of an Imperfect Angel не удалось получить широкий коммерческий успех. Второй сингл альбома — кавер песни американской рок-группы Foreigner — «I Want to Know What Love Is» добрался до 60 строчки, а третий сингл «H.A.T.E.U.» так и не смог войти в чарт Billboard Hot 100. 31 декабря 2009 года Мэрайя Кэри открыла свой седьмой концертный тур Angels Advocate Tour, в котором она посетила страны Северной Америки: Соединённые Штаты и Канаду. Позже было объявлено о том, что певица выпустит два альбома ремиксов на Memoirs of an Imperfect Angel; под названием Angels Advocate (R&B дуэт-ремиксы при участии любимых артистов Мэрайи) и MC vs JS (танцевальный альбом, сремиксованный командой диджеев Jump Smokers). В январе 2010 года было выпущено два основных сингла с альбома Angels Advocate: «Up Out My Face» при участии Ники Минаж и «Angels Cry» при участии Ne-Yo. Оба альбома должны были увидеть свет в марте 2010 года, но в конечном счете их выпуск был отменён. 9 февраля 2010 года Мэрайя издаёт песню «100 %» на iTunes; изначально, песня была написана для фильма Сокровище. Позже, трек был использован в саундтреке AT&T Team USA Soundtrack для Зимних Олимпийских игр 2010 года.

### 2010—настоящее время
После отмены ремикс-альбома было объявлено о том, что певица вернётся в студию для создания своего второго рождественского альбома. В творческую команду вошли Джермейн Дюпри и Брайан-Майкл Кокс. Дюпри говорил, что сингл выйдет в конце 2010 года. В проекте также приняли участие Джонта Остин и Рэнди Джексон.

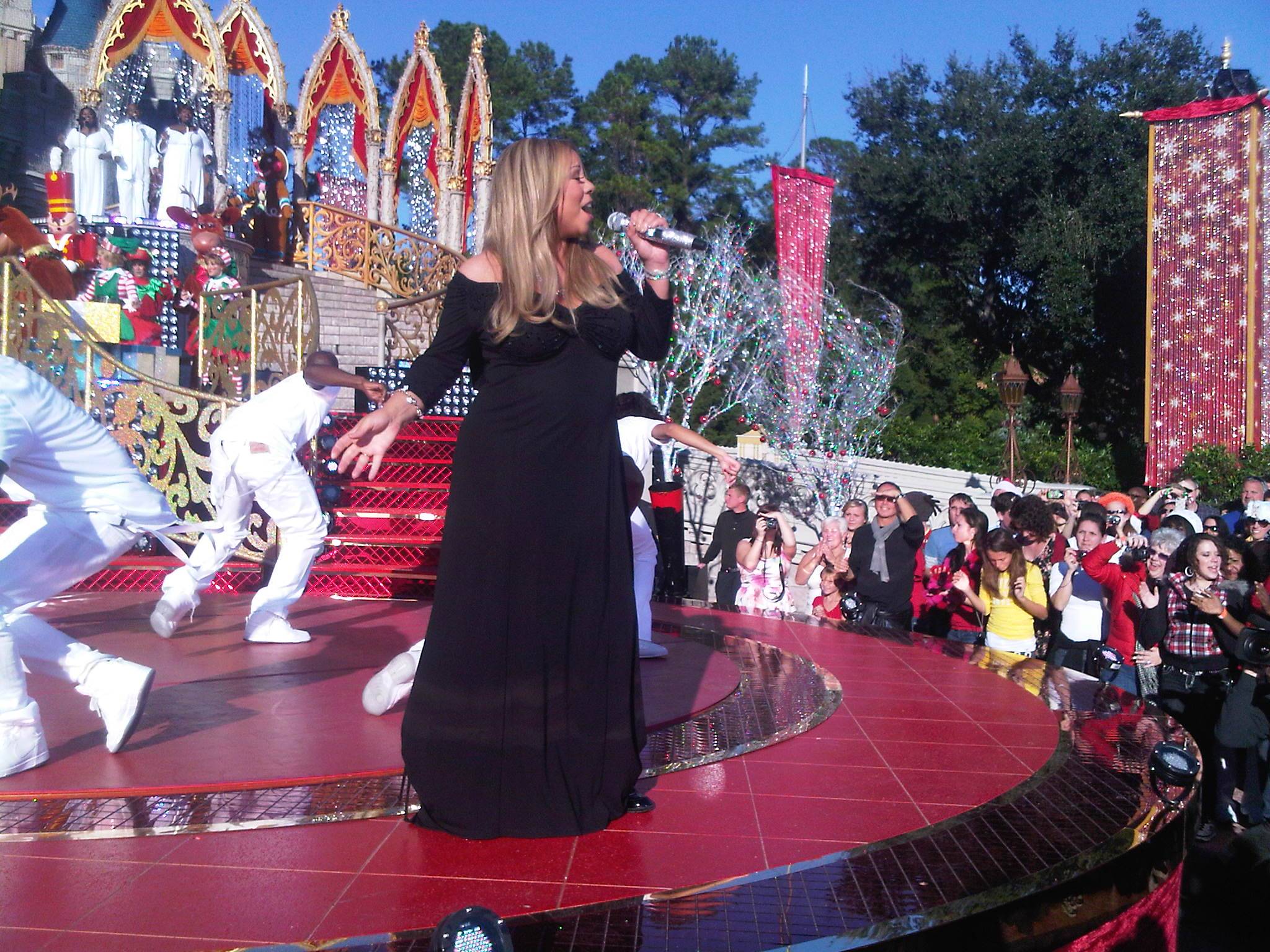
Живое выступление Мэрайи Кэри на Magic Kingdom 3 декабря 2010 года

В августе 2010 года во время пресс-конференции в Сеуле, Южная Корея, руководитель Island Def Jam Мэтт Восс объявил 2 ноября датой выхода альбома, который будет включать в себя шесть новых песен и ремикс на рождественскую классику всех времён «All I Want for Christmas Is You». Альбом будет называться Merry Christmas II You и станет продолжением предыдущего мультиплатинового лонгплея 1994 года Merry Christmas. В дополнение к CD был выпущен DVD-диск с бонусными материалами. Мэрайя сочинила и записала несколько песен для альбома в сотрудничестве с бродвейским продюсером Марком Шэйменом. Merry Christmas II You дебютировал на четвёртом месте в главном чарте Billboard 200 с продажами 56 000 копий за первую неделю, превосходя показатели предыдущего рождественского альбома певицы Merry Christmas, который разошёлся в количестве 45 000 копий диска за первую неделю. Merry Christmas II You — шестнадцатый альбом певицы, вошедший в горячую десятку данного чарта. Альбом дебютировал на первом месте в чарте R&B/Hip-Hop Albums, став вторым рождественским альбомом в истории достигшим этого рекорда, также он возглавил праздничный чарт Holiday Albums Chart.
В мае 2010 года Мэрайя Кэри, ссылаясь на медицинские противопоказания, отказалась от участия в запланированных съёмках фильма For Colored Girls (адаптации пьесы For Colored Girls Who Have Considered Suicide When the Rainbow Is Enuf). 28 октября 2010 года после многочисленных сплетен по поводу её отказа, певица подтвердила слухи о своей беременности, добавив, что роды состоятся весной 2011 года, и она забеременела естественным способом. Мэрайя Кэри и Ник Кэннон ждали ребёнка вскоре после свадьбы, но тогда претерпели неудачу. 30 апреля 2011 года на третью годовщину свадьбы Мэрайя родила двойняшек с помощью кесарева сечения. Новорожденных назвали Монро, в честь актрисы Мэрилин Монро, и Мароккан Скотт, так как Ник сделал предложение Мэрайе в комнате марокканского стиля; Скотт является вторым именем Ника Кэннона и фамилией его бабушки.

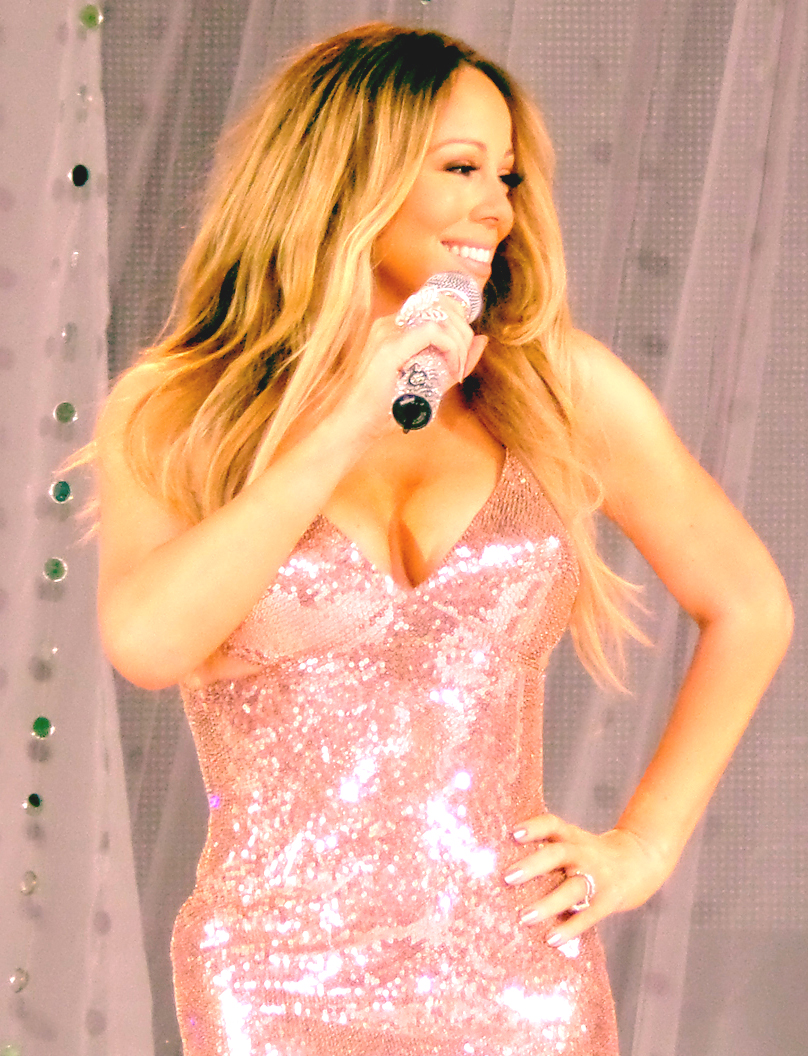
В 2014 году

В пятницу 11 февраля в интервью для HSN певица сказала, что она записала дуэт с Тони Беннеттом для его будущего альбома «Duets». Джермейн Дюпри и Мэрайя сочинили благотворительную песню под названием «Save the Day», которую она споёт совместно с Тейлор Свифт, Джей Блайдж и R. Kelly. После рождения детей, Ник Кэннон упомянул в своём интервью для Billboard о том, что Мэрайя начала работать в студии над новым альбомом. Он сказал: «Мэрайя с головой погружена в творческий процесс, у нас есть студия в детской, и, вообще, [беременность] полностью вдохновила её во многих разносторонних уровнях. Вы непременно захотите послушать нечто музыкально новое и феноменальное от Мэрайи» и подтвердил, что Кэри планирует выпустить новый альбом к концу года.
В 2015 году Кэри подписала новый контракт с лейблом Epic Records, управляемый компанией Sony Music Entertainment. 18 мая 2015 года Кэри выпустит переиздание компиляции лучших хитов «Number 1 to Infinity».
5 августа 2015 года Мэрайя Кэри получила звезду на аллее славы в голливуде, по адресу голливудский бульвар 6270. Номер её звезды 2556.

## Личная жизнь

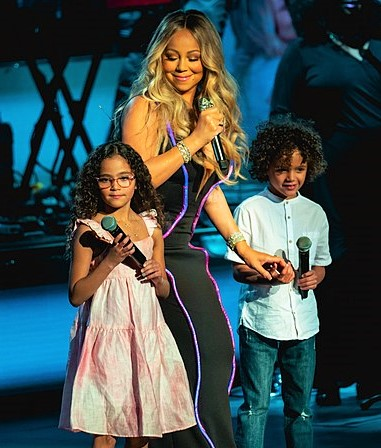
Кэри с её близнецами в 2019 году

С 1993 по 1998 год Кэри была замужем за музыкальным продюсером Томми Мотоллой.
С 2008 по 2016 год Кэри была замужем за актёром и музыкантом Ником Кэнноном. У бывших супругов есть дети-двойняшки — сын Мароккан Скотт Кэннон и дочь Монро Кэннон (род. 30 апреля 2011).
21 января 2016 года в СМИ появилось сообщение о том, что Кэри обручилась с миллиардером Джеймсом Пакером, с которым встречалась с июня 2015 года. В октябре 2016 года пара распалась.
С декабря 2016 года по декабрь 2023 года Кэри встречалась с танцором Брайаном Танака.
В июле 2017 года в СМИ появились сообщения о том, что Кэри из-за стресса после расставания с Пакером набрала вес, равный 120 килограммам.
В августе 2024 года 87-летняя мать Кэри, Патриша, и старшая 63-летняя сестра, Элисон, умерли в один день.

## Благотворительность и другая коммерческая деятельность
Мэрайя Кэри является филантропом, она не раз жертвовала деньги в такие организации, как The Fresh Air Fund. Она начала сотрудничать с фондом в начале 1990-х, и является сооснователем детского лагеря в пригороде Нью-Йорка Фишкилл, который позволяет детям из бедных районов изучать искусство. Лагерь получил название Лагерь Мэрайя «за щедрую поддержку и помощь детям», позже, она получила награду Congressional Horizon Award за благотворительную работу в пользу молодёжи. Мэрайя хорошо известна в стране своей работой с фондом Make-A-Wish Foundation, выполняя желания детей с опасными для жизни заболеваниями; в ноябре 2006 года она получила премию «Идол фонда Make-A-Wish Foundation» за её «экстраординарное великодушие и большую помощь в исполнении желаний больных детей». Мэрайя участвует в спортивной лиге полиции Нью-Йорка и вносит пожертвования отделу акушерства Нью-йоркского пресвитерианского госпиталя. Процент от продаж мини-альбома MTV Unplugged был пожертвован различным благотворительным учреждениям. В 2008 году певицу назвали Послом доброй воли всемирного движения «Освобождение от голода». Она предлагает бесплатно скачать песню «Love Story» всем, кто внёс пожертвования этой организации, сотрудничающей с ресторанами. В феврале 2010 года песня «100 %», которая изначально была написана для фильма Сокровище, была использована в качестве одной из музыкальных тем для Зимних Олимпийских игр 2010 года; все доходы от продаж были отправлены команде США.
Одно из самых высококлассных выступлений на благотворительном концерте Divas Live состоялось в 1998 году, во время которого она выступала рядом с другими певицами в поддержку фонда Save the Music Foundation. Концерт получил высокий рейтинг, и Мэрайя выступила ещё раз в 2000 году на Divas 2000. В 2007 году на своём десятом праздничном вечере Save the Music Foundation поблагодарил певицу за её поддержку с начала основания благотворительного фонда. Мэрайя Кэри приняла участие в акции America: A Tribute to Heroes, транслируемой по национальному телевидению для сбора средств пострадавшим от террористических актов 11 сентября, и в декабре 2001 года она пела перед миротворческими войсками в Косове.
Мэрайя приняла участие в телевизионном проекте CBS At Home for the Holidays, которые задокументировали реальные жизненные истории о приемных семьях и усыновлённых детях, она также помогала Детским отделениям больниц совместно с администрацией города Нью-Йорка. В 2005 году певица выступила в серии концертов Live 8 в Лондоне в помощь пострадавшим от урагана «Катрина». В августе 2008 года Мэрайя Кэри и другие артисты записали благотворительный сингл «Just Stand Up» под руководством Бэбифейса и Эл Эй Рида, в поддержку акции «Противостояние раку». 5 сентября певицы выступили в живую с песней на телевидении.
Кэри впервые снялась в рекламе в 2006 году в ролике о персональных компьютерах Intel Centrino; затем рекламировала драгоценности и аксессуары для подростков на рекламных листовках сети магазинов Claire's. В этот период певица записала и прорекламировала серию эксклюзивных рингтонов, включая «Time of Your Life», в рамках совместной рекламной кампании Pepsi и Motorola. Она подписала лицензионное соглашение с косметической компанией Элизабет Арден и в 2007 году выпустила свои собственные духи под названием «M». Согласно журналу Forbes, Мэрайя Кэри была шестой самой богатой женщиной в индустрии развлечений, в 2007 году её финансовое состояние оценивалось в 225 млн $. Певица выступила в качестве режиссёра в нескольких музыкальных видеоклипах для своих синглов на протяжении 1990-х. Журнал Slant назвал видеоклип на песню «The Roof (Back in Time)», который Мэрайя сорежиссировала совместно с Дайаном Мартелом, одним из двадцати лучших клипов всех времён. В 2008 году Кэри вошла в список ста наиболее влиятельных людей года. В январе 2010 года певица объявила через Twitter о выпуске своего нового розового шампанского под названием Angel Champagne. 29 ноября 2010 года Мэрайя дебютировала на рекламном телевизионном канале HSN с коллекциями драгоценностей, обуви и парфюма. 11 февраля 2011 года она снова появилась на телеканале с недавно выпущенными продуктами.
В апреле 2016 года стало известно, что певица застраховала свой голос и ноги на $35 млн.

## Фильмография
| Год  | Оригинальное название         | Русское название            | Роль        | Примечание |
| ---- | ----------------------------- | --------------------------- | ----------- | --- |
| 1999 | The Bachelor                  | Холостяк                    | Илэна       | |
| 2001 | Glitter                       | Блеск                       | Билли Фрэнк | Номинация на 22-ю премию «Золотая малина» в категории «Худшая актриса». |
| 2002 | WiseGirls                     | Женская логика              | Рэйчел      | |
| 2003 | Death of a Dynasty            | Смерть династии             | Саму себя   | Камео |
| 2005 | State Property 2              | Собственность государства 2 | Жена Дэйма  | |
| 2008 | You Don’t Mess with the Zohan | Не шутите с Зоханом         | Саму себя   | Камео |
| 2009 | Tennessee                     | Теннесси                    | Кристал     | |
| 2009 | Precious                      | Сокровище                   | Миссис Уисс | Премия «Прорыв года» на Международном кинофестивале в Палм-Спрингс. Актриса второго плана на кинофестивале Capri Hollywood International Film Festival. Номинация — Black Reel Award за Лучшую актрису второго плана и состав актёров. Номинация — NAACP Image Award Открытие актрисы второго плана в кинофильме. Номинация — Премия Гильдии киноактёров США за Выдающийся состав актёров. Номинация — Critics' Choice Awards за Лучший актёрский состав. |
| 2013 | The Butler                    | Дворецкий                   | Хэтти       | |

### Сериалы
| Год  | Оригинальное название | Русское название | Роль         | Примечания                            |
| ---- | --------------------- | ---------------- | ------------ | ------------------------------------- |
| 2002 | Ally McBeal           | Элли МакБил      | Кэнди Кашнип | «Игра со спичками» (5 сезон, 8 серия) |
| 2003 | The Proud Family      | Гордая семья     | Саму себя    | Озвучивание роли                      |

## Дискография
| - Mariah Carey (1990) - Emotions (1991) - Music Box (1993) - Merry Christmas (1994) - Daydream (1995) - Butterfly (1997) - Rainbow (1999) - Glitter (2001) - Charmbracelet (2002) - The Emancipation of Mimi (2005) - E=MC² (2008) - Memoirs of an Imperfect Angel (2009) - Merry Christmas II You (2010) - Me. I Am Mariah… The Elusive Chanteuse (2014) - Caution (2018) | - The First Vision (1991) - MTV Unplugged +3 (1992) - Here Is Mariah Carey (1993) - Fantasy: Mariah Carey at Madison Square Garden (1996) - Around the World (1999) - Number 1’s (1999) - The Adventures of Mimi (2007) |

### Комментарии
1. ↑  Хотя в некоторых источниках и указан 1970 год рождения[11], объявление о рождении в газете родного города Кэри The Long-Islander[англ.] указывает на 1969 год[12], как и другие источники[13]